# Karlo Grabovičkić
Fra Karlo Grabovičkić (Dokanj, 20. kolovoza 1912. – Maceljska šuma, 8. lipnja 1945.), hrvatski rimokatolički svećenik i mučenik iz Bosne, franjevac, vikar franjevačke provincije Bosne Srebrene

## Životopis
Rodio se u Doknju kod Tuzle, župa Drijenča, od roditelja Mate Grabovičkić i Ljubice rođ. Jedrinović. Kršten je u župnoj crkvi u Breškama, na krštenju mu dadoše ime Ivan. U Visokom je završio gimnaziju. U Sarajevu je završio teologiju. 9. studenoga 1941. godine zaredio se u Mostaru. Poslije ređenja obnašao je službu duhovnog pomoćnika na par mjesta po Provinciji. Godine 1942. dodijeljen je za službu vojnog svećenika. Obnašao ju je do smrti. S brojnim inim bosanskim franjevcima prošao je Križni put. Povlačio se sa svećenicima, bogoslovima, ostalim civilima i vojskom ka Bleiburgu. Kao i još neki svećenici i bogoslovi nakratko se iz križnog puta sklonio u franjevačkom samostanu i u župnu kuću u Krapini. Ali svi su odvedeni i pobijeni u šumi.
20. svibnja na blagdan Duhova Englezi i Amerikanci predali su jugoslavenskoj cijele kolone prisilnih povratnika iz Slovenije. Sabiralište je bilo u Đurmancu i u Krapini pred pučkom školom. Kad je o. gvardijan Ostijan Ostrugnaj doznao da su ondje neki franjevci, posjetio ih je i pozvao u samostan neka se odmore i okrijepe, jer nisu jeli preko 10 dana. OZN-a je to dopustila, ali tako da je 10 franjevaca išlo u samostan, a 11 svećenika u župni dvor. Sljedećg dana zamolili su franjevci iz Krapine Kotarski narodni odbor za propusnice ovih svećenika i bogoslova, no dobili su naputak za čekanje. Uskoro je došao dužnosnik Ozne koji je popisao svakog i zabranio udaljavanje i razdvajanje, te da svi popisani moraju biti zajedno ili u samostanu ili na župnom dvoru. Zadržanima je bilo kao u logoru, a o. gvardijanu zapovijeđeno da mora paziti, inače će odgovarati. Svi zadržani svećenici više su puta bili saslušani i obećavano im je da će ih vratiti u njihove kotare gdje ih saslušati i ako nisu krivi pustiti kući. Situacija s hranom bila je sve slabija. Boravak je potrajao do 4. lipnja, kad su pozvani na Civilnu Oznu radi "saslušanja". Morali su ponijeti stvari ako su željeli. Zank je to bio da se više neće vratiti.  Rekli su im da će ih odvesti u Varaždin. Ispitivanje je bilo površno. Smjestili su ih opet u jednu sobu. Gvardijana ih je posjetio i donio im nešta hrane za put. Gvardijan je vidio i čuo sve okolonosti i rekao im da neće u Varaždin, nego u Macelj, što se obistinilo, te kasno navečer su ugašena sva električna svjetla i kamion je došao po njih. U kamionu je već bila izrezana i pripremljena žica kojima su poslije u kamionu bili vezani franjevci. U kamionu su franjevcima skinuli habite, a kasnije su partizanska djeca iz Đurmanaca nosila od njih sašivene kaputiće. Svjesni da će biti smaknuti, dok su ih vodili prema jami, ti mučenici odbacivali su krunice, medaljice i komadiće kordi (pasića) da bi tako označili svoj posljednji put prije smaknuća. Mala školska djeca su drugog dana pokupila te uspomene pokupila i odnijela ih u Franjevački samostan u Krapini, gdje se i danas čuvaju kao relikvije pobijene braće. Zadnjih dana svoga života razbolio se od dizenterije. Fra Karlo je trebao otići s prvom skupinom, ali su ga franjevci sklonili da ga oznaši puste, dok ne ozdravi. Par dana liječio se u samostanu u Krapini. Unatoč teškoj bolesti odnijeli su ga na ispitivanje. Iznijeli su ga na ispitivanje na nosilima 7. lipnja 1945. u vojničku ambulantu. 8. lipnja, na blagdan Srca Isusova, gvardijan ga je posjetio u ambulanti i donio mu neke stvari i već idućeg dana fra Karla nije više bilo. Navodno su ga prevezli autom u Varaždin. Neki su ga vidjeli da ga vode na Oznu 8. lipnja oko 2 – 3 sata po podne, a odande mu se trag zauvijek zameo. Osnovano se pretpostavlja da su ga jugokomunistički zločinci ubili kao i njegovu subraću u Lepoj bukvi u Maceljskoj šumi u noći 8. lipnja 1945. godine, gdje je već bila iskopana i pripremljena velika jama.  Na 70. godišnjicu fra Karlove mučeničke smrti franjevci Tuzlanskoga samostana postavili su mu spomen-ploču.
Za prigodu obilježavanja 70. obljetnice mučeničke smrti fra Karla Grabovičkića 2015. godine, akademski slikar Boris Pejić naslikao je umjetničku sliku s likom fra Karla dimenzija 100 x 80 cm.

## Vanjske poveznice
- Župa Breške Album Dokanj: rodna kuća fra Karla Grabovičkića